# Simon Harrap
Simon Charles Benjamin Harrap (* 6. Oktober 1959 in Oxford) ist ein britischer Ornithologe, Naturfotograf, Leiter von Vogelbeobachtungstouren und Sachbuchautor.

## Leben
Harrap erlangte 1983 den Bachelor of Arts in Soziologie an der Birmingham Polytechnic. Seit 1987 leitet er für das Ökotourismusunternehmen Birdquest Vogelbeobachtungstouren auf allen sieben Kontinenten. Unter anderen führte er Reisegruppen auf die Philippinen, nach Borneo, Malaysia, Indien, Nepal, Madagaskar und Südafrika. Harraps wissenschaftliche Interessen befassen sich mit der Systematik von Kuckucken, Fliegenschnäppern und Schmätzern, mit dem Gesang, der Verbreitung und der Taxonomie von Timalien sowie die Identifikation und Taxonomie innerhalb der Gattungen Cettia, Bradypterus, Acrocephalus und Phylloscopus. Weitere Tätigkeitsfelder sind die Bioakustik und die Vogelfotografie. Harraps Artikel erschienen u. a. in den Zeitschriften Birdwatching, British Birds, Birding, Bulletin of the British Ornithologists’ Club, Bulletin of the Oriental Bird Club sowie in Forktail. 1991 wurde er Redaktionsmitglied bei der Zeitschrift Birding World. Harrap ist Mitglied der American Bird Association, im African Bird Club, im Oriental Bird Club, in der Ornithological Society of the Middle East sowie in der West African Ornithological Society.
Harrap veröffentlichte mehrere Bücher über Vögel und Wildblumen. Für das Werk Orchids of Britain and Ireland: A Field and Site Guide (2005) seiner Frau Anne Harrap steuerte er nahezu alle Fotos bei. 2008 schrieb er die Familienkapitel zu den Schwanzmeisen, den Kleibern und Baumläufern im dreizehnten Band des Handbook of the Birds of the World.
Im Jahr 2001 gehörte Harrap zu den Erstbeschreibern der Bukidnonschnepfe (Scolopax bukidnonensis), die auf den Philippinen vorkommt.

## Schriften
- mit Nigel Redman: Birdwatching in Britain: A Site by Site Guide, 1987
- Tits, Nuthatches & Treecreepers, 1995
- Chickadees, Tits, Nuthatches & Treecreepers, 1996
- mit Nigel Redman: Where to Watch Birds in Britain, 2003
- mit Anne Harrap: Orchids of Britain and Ireland: A Field and Site Guide, 2005, 2. Auflage 2009
- RSPB Pocket Guide to British Birds, 2007
- Flowers of the Norfolk Coast, 2008
- Flowers of the Norfolk Broads, 2010
- Harrap’s Wild Flowers, 2013
- mit Anne Harrap: A Pocket Guide to the Orchids of Britain and Ireland, 2016
- Harrap’s Wild Flowers: A Field Guide to the Wild Flowers of Britain & Ireland, 2018